# Abborragylet (Vånga socken, Skåne)
Abborragylet är en sjö i Kristianstads kommun i Skåne och ingår i Skräbeåns huvudavrinningsområde. Sjöns area är 0,01 kvadratkilometer och den är belägen 88 meter över havet.